# Noel Freeman
Noel Frederick Freeman (Preston, 24 dicembre 1938) è un ex marciatore australiano.

## Biografia
Gareggiò ai Giochi olimpici di Roma 1960, arrivando secondo nella gara dei 20 km.

## Palmarès
| Anno | Manifestazione  | Sede | Evento       | Risultato | Prestazione | Note |
| ---- | --------------- | ---- | ------------ | --------- | ----------- | ---- |
| 1960 | Giochi olimpici | Roma | Marcia 20 km | Argento   | 1h34'16"4   |      |